# 钪酸镨
钪酸镨是一种无机化合物，化学式为PrScO3，它是具有钙钛矿结构的稀土氧化物，属正交晶系，空间群Pnma（No. 62）。

## 制备及性质
钪酸镨可由十一氧化六镨和氧化钪反应得到，或三氧化二镨和氧化钪在氩气中反应制得。
它的居里-外斯常数为Cmα 1.34(3) mol·cm3·K−1，θcα −8(2) K。